# Dichotomius punctatostriatus
Dichotomius punctatostriatus är en skalbaggsart som beskrevs av Felsche 1901. Dichotomius punctatostriatus ingår i släktet Dichotomius och familjen bladhorningar. Inga underarter finns listade i Catalogue of Life.